# Dīdwāna
Dīdwāna är en ort i Indien.   Den ligger i distriktet Nāgaur och delstaten Rajasthan, i den nordvästra delen av landet, 290 km sydväst om huvudstaden New Delhi. Dīdwāna ligger 348 meter över havet och antalet invånare är 49 852.
Terrängen runt Dīdwāna är mycket platt. Runt Dīdwāna är det ganska tätbefolkat, med 214 invånare per kvadratkilometer. Det finns inga andra samhällen i närheten. Trakten runt Dīdwāna består till största delen av jordbruksmark.